# Колумбия на летних Олимпийских играх 1980
Колумбия принимала участие в Летних Олимпийских играх 1980 года в Москве (СССР) в десятый раз за свою историю, но не завоевала ни одной медали.